# 斐濟糖業股份
斐濟糖業股份有限公司，簡稱斐濟糖業股份或斐濟糖業（Fiji Sugar Corporation），是在1973年4月13日生效，是根據1972年斐濟公司法成立。
其股份是在南太平洋證券交易所上市。斐濟糖業截至2009年5月31日，共有44,399,998股股份，斐濟政府持有30,239,160股股份，即68.1%股權，法定機構，當地上市公司和個人持有其餘股份。
其主要業務製糖產業、化肥、農業等行業。

## 外部連結
- 斐濟糖業股份有限公司 （页面存档备份，存于）